# A140高速公路
A140高速公路是法国的一条高速公路，始于昆西，终于Villenoy，与A4高速相连。A140南北走向，2006年开始扩建至莫城，与330国道相连。